# Episodi di Heartland (ottava stagione)
L'ottava stagione di Heartland è andata in onda sul canale canadese CBC dal 28 settembre 2014 al 29 marzo 2015.
In Italia la stagione è stata trasmessa in prima visione assoluta su Rai 2 dal 10 luglio al 2 ottobre 2016.
| nº | Titolo originale       | Titolo italiano          | Prima TV Canada   | Prima TV Italia   |
| -- | ---------------------- | ------------------------ | ----------------- | ----------------- |
| 1  | There and Back Again   | Nuovi equilibri          | 28 settembre 2014 | 10 luglio 2016    |
| 2  | The Big Red Wall       | Il grande muro rosso     | 5 ottobre 2014    | 17 luglio 2016    |
| 3  | Severed Ties           | Legami spezzati          | 12 ottobre 2014   | 17 luglio 2016    |
| 4  | Secrets and Lies       | Segreti e bugie          | 19 ottobre 2014   | 24 luglio 2016    |
| 5  | Endings and Beginnings | La fine del principio    | 26 ottobre 2014   | 24 luglio 2016    |
| 6  | Steal Away             | Andarsene                | 2 novembre 2014   | 31 luglio 2016    |
| 7  | Walk a Mile            | La forza dei sentimenti  | 9 novembre 2014   | 31 luglio 2016    |
| 8  | The Family Tree        | L'albero genealogico     | 23 novembre 2014  | 28 agosto 2016    |
| 9  | The Pike River Cull    | Tuffo nel passato        | 7 dicembre 2014   | 28 agosto 2016    |
| 10 | The Heart of a River   | Il cuore del fiume       | 11 gennaio 2015   | 4 settembre 2016  |
| 11 | The Silent Partner     | Socio occulto            | 18 gennaio 2015   | 4 settembre 2016  |
| 12 | Broken Heartland       | Heartland a pezzi        | 1º febbraio 2015  | 11 settembre 2016 |
| 13 | Cowgirls Don't Cry     | Le coegirls non piangono | 15 febbraio 2015  | 18 settembre 2016 |
| 14 | Riders on the Storm    | Fantini nella tempesta   | 1º marzo 2015     | 18 settembre 2016 |
| 15 | Eclipse of the Heart   | Eclissi del cuore        | 8 marzo 2015      | 25 settembre 2016 |
| 16 | Faking it              | Crisi e rotture          | 15 marzo 2015     | 25 settembre 2016 |
| 17 | All I need is You      | Voglio solo te           | 22 marzo 2015     | 2 ottobre 2016    |
| 18 | Written in Stone       | Scritto sulla pietr a    | 29 marzo 2015     | 2 ottobre 2016    |